# Upper West Side

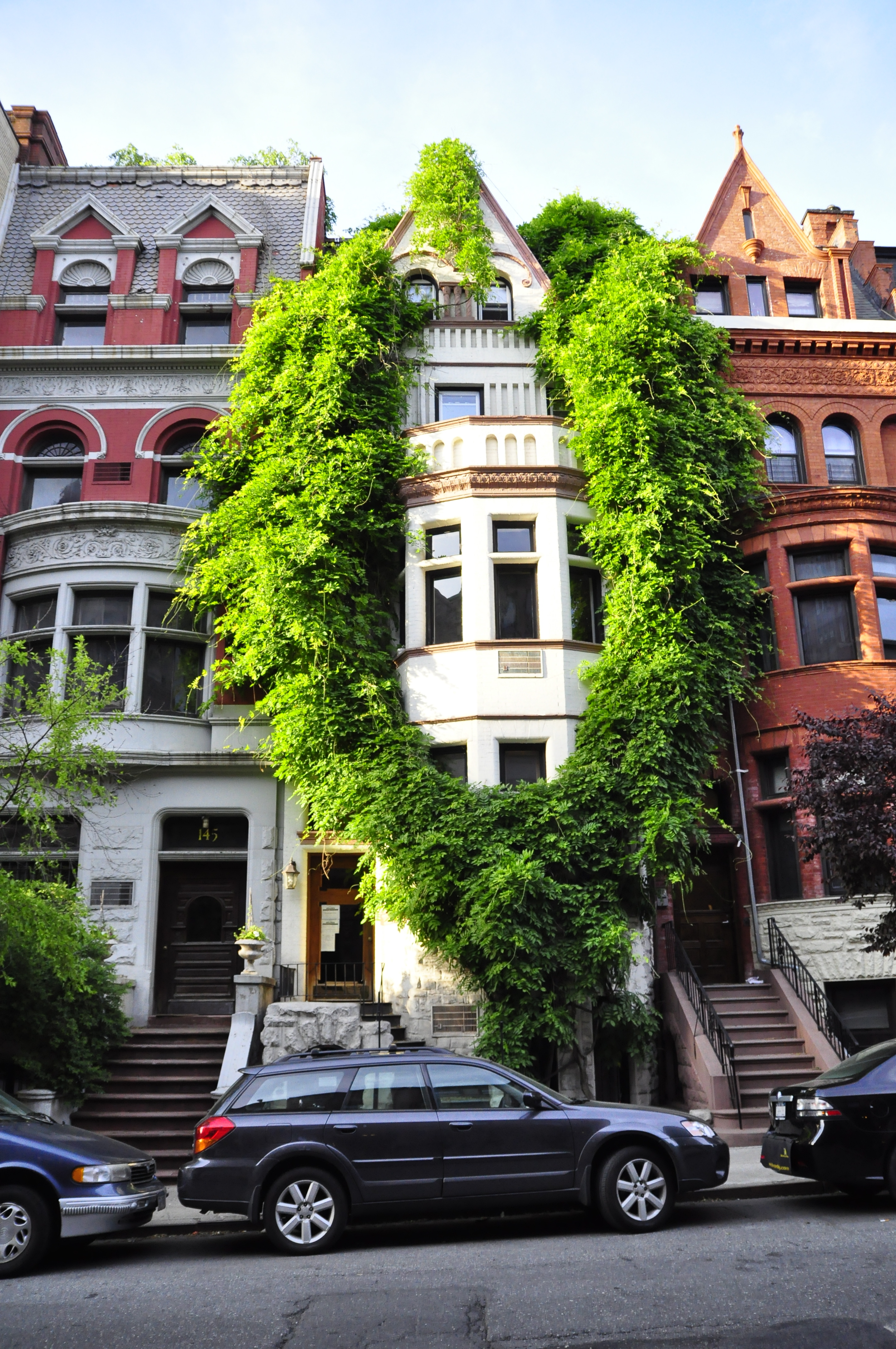
Glicina cubriendo una vivienda.

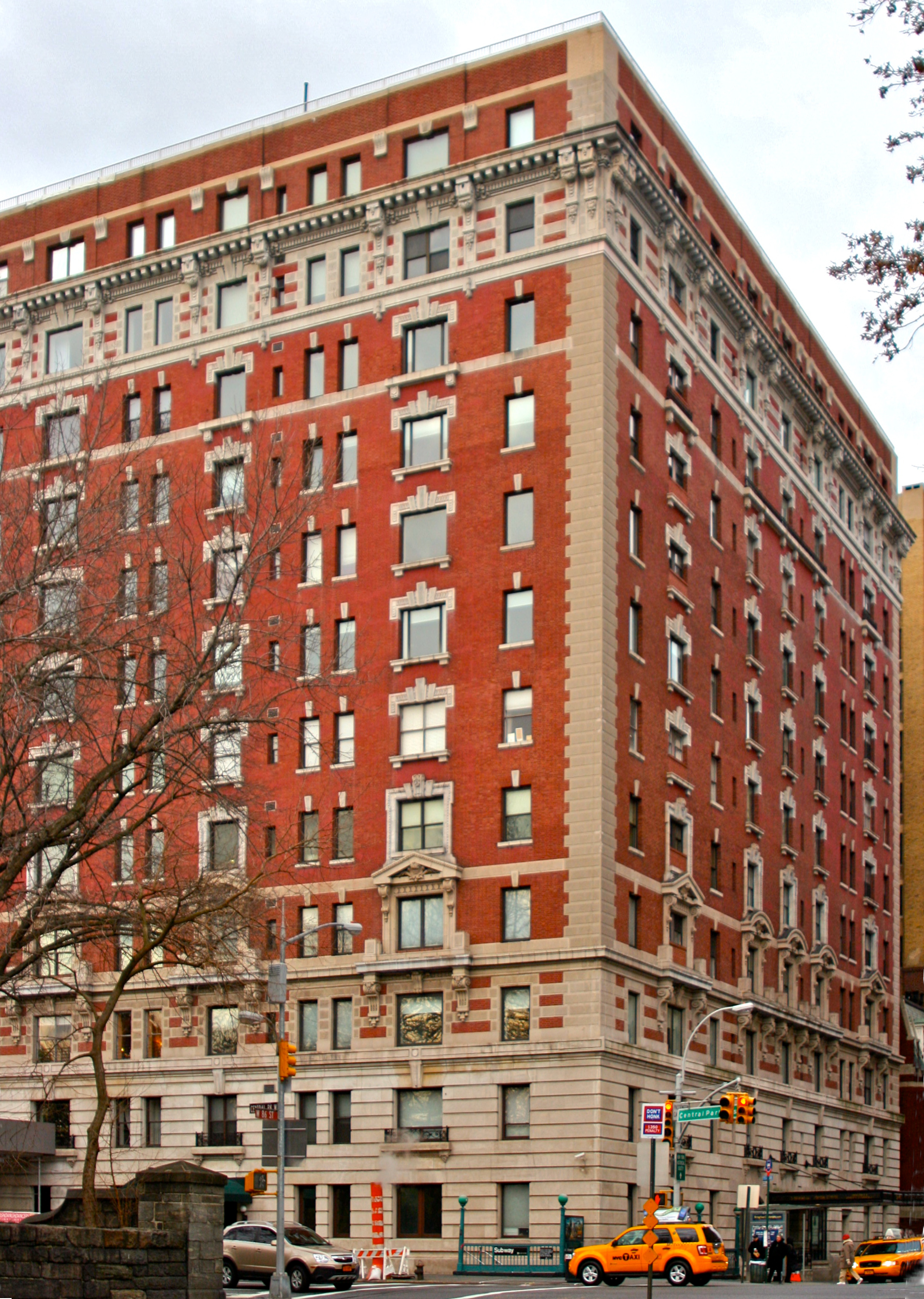
Edificios de apartamentos.

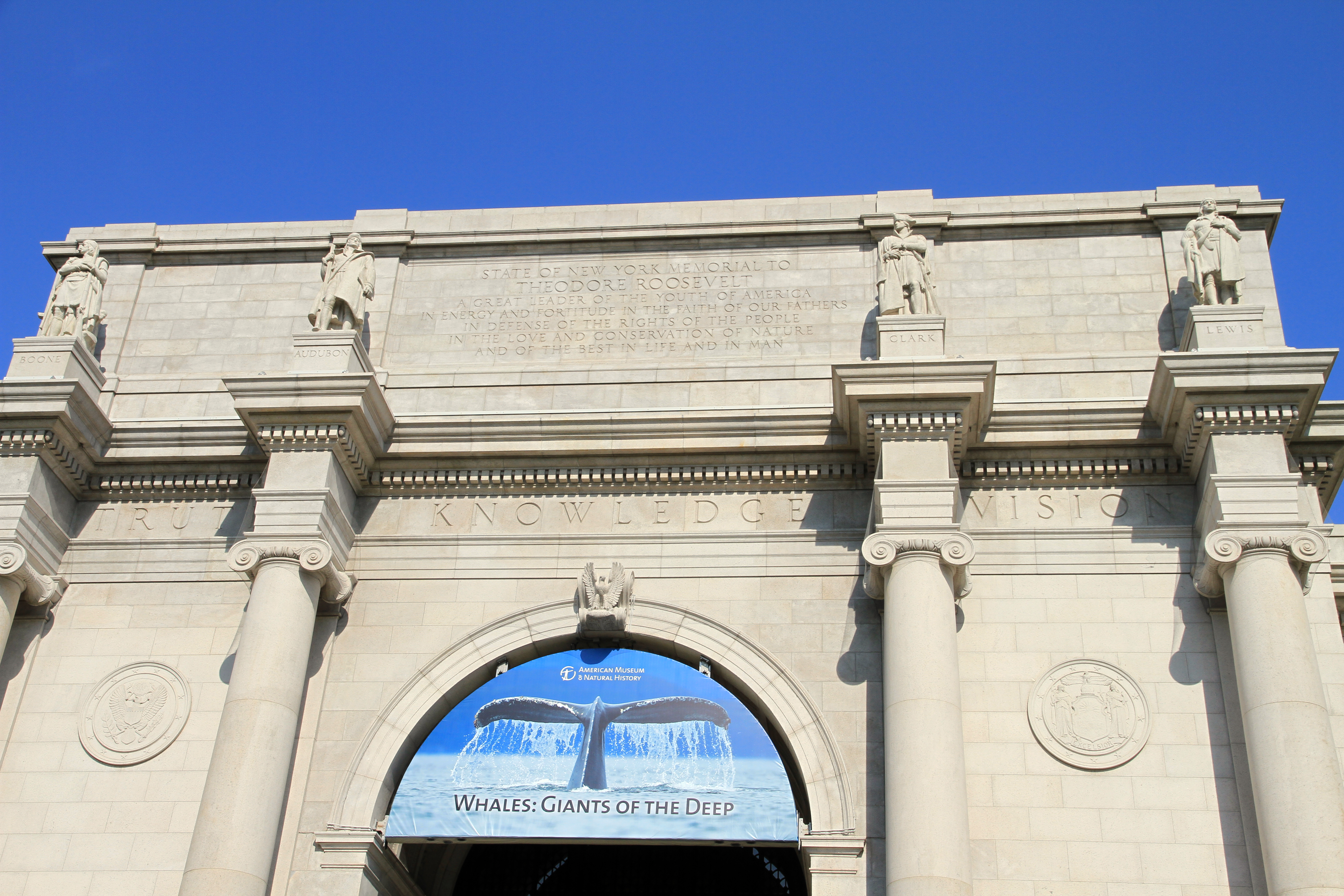
Museo Americano de Historia Natural.

El Upper West Side (parte noroeste según los términos usados en Manhattan) es un barrio del distrito de Manhattan en Nueva York que se encuentra entre Central Park y el río Hudson al norte de la Calle 59 Oeste.

## Ubicación
Entre Central Park y el Río Hudson al norte de la calle 59 oeste.
Como el Upper East Side (parte noreste), el Upper west side es primordialmente una zona residencial y de compras, con muchos de sus residentes trabajando en más áreas comerciales en Midtown Manhattan y Lower Manhattan.

## Demografía
Con fines censales, el gobierno de la ciudad de Nueva York clasifica el Upper West Side como parte de dos áreas de tabulación de vecindarios: el Upper West Side (hasta la calle 105) y Lincoln Square (hasta la calle 58), dividida por la calle 74. Según datos del censo de Estados Unidos de 2010, la población combinada del Upper West Side era de 193 867 habitantes, un aumento de 1 674 residentes (0,9%) con respecto a los 192 193 contabilizados en 2000. Con una superficie de 470,36 hectáreas, el vecindario tenía una densidad de población de 41 200 habitantes por kilómetro cuadrado). La composición racial del vecindario era la siguiente: 134 735 blancos (69,5 %); 14 804 asiáticos (7,6 %); 13 856 afroamericanos (7,1 %); 194 nativos americanos (0,1 %); 48 isleños del Pacífico (menos del 0,1 %). 620 personas (0,3%) eran de otras razas, y 3 828 (2%) de dos o más razas. Había 25 782 hispanos de cualquier raza y constituían el 13,3% de la población. 
La composición racial del Upper West Side cambió moderadamente entre 2000 y 2010, siendo los mayores cambios el aumento de la población asiática en un 38% (4 100 personas), la disminución de la población negra en un 15% (2 435 residentes) y el aumento de la población hispana en un 8% (2 147 habitantes). La población blanca siguió siendo mayoría, pero experimentó un ligero aumento del 2% (2 098 personas más), mientras que la pequeña población de todas las demás razas experimentó un aumento insignificante del 1% (58 personas). Teniendo en cuenta las dos áreas de tabulación del censo, las disminuciones generales en las poblaciones negra e hispana se concentraron en el área del Upper West Side, y la población hispana en realidad aumentó por un margen menor en Lincoln Square. Por otro lado, los aumentos de las poblaciones blanca y asiática se produjeron principalmente en el Lincoln Center, especialmente la población blanca.
La totalidad del Distrito Comunitario 7, que comprende el Upper West Side desde la calle 59 hasta la calle 110, tenía 214 744 habitantes según el Perfil de Salud Comunitario de 2018 de NYC Health, con una esperanza de vida promedio de 84,7 años. Esta cifra es más alta que la esperanza de vida media de 81,2 que tienen los vecindarios de la ciudad de Nueva York en su conjunto.  La mayoría de los residentes son adultos: una pluralidad (34 %) tiene entre 25 y 44 años, mientras que el 27 % tiene entre 45 y 64 años, y el 18 % tiene 65 años o más. La proporción de residentes jóvenes y en edad universitaria era menor, del 15% y el 5% respectivamente.
En 2017, el ingreso familiar medio en el Distrito Comunitario 7 era de 123 894 dólares. En 2018, se estimaba que el 9 % de los residentes del Upper West Side vivían en la pobreza, en comparación con el 14 % en todo Manhattan y el 20 % en la ciudad de Nueva York en su conjunto. Uno de cada veinte residentes (5 %) estaba desempleado, en comparación con el 7 % en Manhattan y el 9 % en la ciudad de Nueva York. La carga del alquiler, o el porcentaje de residentes que tienen dificultades para pagar el alquiler, es del 40 % en el Upper West Side, en comparación con las tasas en todo el municipio y la ciudad del 45% y 51% respectivamente. Según este cálculo, a partir de 2018, el Distrito Comunitario 7 no se considera gentrificado: según el Perfil de Salud de la Comunidad, el distrito no era de bajos ingresos en 1990. En líneas generales, tiene la reputación de estar habitado por personas que trabajan en el sector artístico y culturales o en profesiones liberales, en contraste con el Upper East Side, del que se dice que tradicionalmente estaba habitado por personas más conservadoras, comerciantes y hombres de negocios.